# تیوتیونیکوو
تیوتیونیکوو (انگلیسی: Tyutyunikovo) یک شهرک در بخش آلکسیفسکی استان بلگورود کشور روسیه است.